# Jan Bürgermeister
Jan Bürgermeister (* 9. prosince 1947 Praha) je český politik, v letech 2006 až 2010 poslanec Poslanecké sněmovny PČR, v letech 2002 až 2006 zastupitel a náměstek primátora hlavního města Prahy, v letech 1994 až 2002 starosta městské části Praha 1, bývalý člen ODS.

## Biografie
Je ženatý, má dvě děti. Absolvoval stavební fakultu ČVUT. Pracoval jako projektant v Metroprojektu a v Projektovém ústavu ČKD, v letech 1990–1995 spoluvlastnil s. r. o. PaP servis. V roce 1984 byl odsouzen na 8 měsíců podmíněně za krádež stříbrných svícnů; trest mu byl později zahlazen.
V komunálních volbách roku 1994 a komunálních volbách roku 1998 byl zvolen do zastupitelstva městské části Praha 1 za ODS. Profesně se k roku 1998 uváděl jako starosta. V letech 1994-2002 působil jako starosta Prahy 1. V komunálních volbách roku 2002 byl zvolen do zastupitelstva hlavního města Praha za ODS. Následně byl v letech 2002-2006 náměstkem primátora Prahy Pavla Béma pro územní rozvoj, bytovou politiku a ochranu památek. Od listopadu 1999 byl předsedou pražského regionálního sdružení a od listopadu 2001 členem výkonné rady ODS.
Od roku 2004 do r. 2008 předsedal představenstvu Kongresového centra Praha a následně do r. 2011 byl místopředsedou, od dubna 2007 do r. 2009 členem dozorčí rady ČSA (za obojí podle svých slov pobíral méně než 100 tisíc Kč měsíčně); rovněž byl předsedou komise sportovišť společnosti Praha olympijská.
Ve volbách v roce 2006 byl zvolen do poslanecké sněmovny za ODS (volební obvod Praha). Byl tehdy na druhém místě pražské kandidátky ODS; získal však až šestý nejvyšší počet preferenčních hlasů, téměř dvakrát méně než třetí Lucie Talmanová. Angažoval se v organizačním výboru sněmovny, v letech 2007-2010 byl rovněž členem výboru kontrolního. Zastával funkci 1. místopředsedy sněmovního klubu ODS. Ve sněmovně setrval do voleb v roce 2010. Ve volbách 2010 svůj mandát poslance neobhajoval.
V listopadu 2010 byl vyloučen ze zastupitelského klubu ODS na Praze 1 kvůli mediálním výstupům, které poškozovaly ODS.
Později zcela ukončil členství v ODS. V komunálních volbách v roce 2014 neúspěšně kandidoval jako nestraník za Konzervativní alianci 2014 (KA14) do zastupitelstva Hlavního města Prahy jako lídr kandidátky a kandidát na primátora. Neuspěl ani jako lídr KA14 do zastupitelstva Městské části Praha 1. Konzervativní aliance nezískala ani jedno procento.

### Kontroverze a kritika
V březnu 2003 Bürgermeister získal anticenu Bestia triumphans, jejíž udělení organizátoři odůvodnili Bürgermeisterovým podílem k likvidaci hmotného kulturního dědictví kvůli prosazování necitlivé výstavby centra Palladium na náměstí Republiky.
Podle zpravodajského portálu Aktuálně.cz stál Bürgermeister v počátcích snah o zrušení Masarykova nádraží a prodej budov developerům na obchodní centrum podobné Palladiu. Řekl o tom: „Je to jedna z posledních možností, jak tuto část města využít a zároveň propojit dosud dvě separované železniční trasy. Jednu vedoucí z Kladna a druhou vedoucí směr Karlštejn. Pasažéři by tak mohli cestovat přes centrum Prahy bez přesedání. Pokud to neuděláme teď, zakonzervujeme Masarykovo nádraží na dalších sto let, a to by byla škoda.“ Kritici ale upozorňovali, že Hlavní nádraží na trať z Kladna napojeno není a nové napojení by si vyžádalo mohutné investice. České dráhy, Správa železniční dopravní cesty i ministerstvo dopravy konstatovaly, že kapacita Masarykova nádraží je pro pražskou dopravu zatím nenahraditelná.

## Citáty
„Po Praze jezdím hlavně MHD, ale lístky si nekupuji. Jako konzervativec dodržuji zákony, i když s nimi mnohdy nesouhlasím.“

 – k jízdnému zdarma pro poslance v článku MF DNES o hojných poslaneckých náhradách na dopravu, 2. června 2008
... před volbami do sněmovny 2006 jsem dospěl k názoru, že bych poprvé v životě mohl volit ODS. Takže jsem vzal do ruky její pražskou kandidátku, na druhém místě spatřil Jana Bürgermeistera, toto rodinné stříbro ODS – a lístek mi zase upadnul zpátky na stůl, kde už nadobro zůstal. Jsem pražské ODS vděčný, že mi nedovolí nechat se zmást.

 – Jindřich Šídlo, vedoucí redaktor domácího oddělení Hospodářských novin, 2. května 2008